# Jerry Jeff Walker (album)
| Recensione | Giudizio |
| ---------- | -------- |
| AllMusic   | [ 1 ]    |

Jerry Jeff Walker è il quinto album discografico di Jerry Jeff Walker, pubblicato dall'etichetta discografica Decca Records (ed in seguito anche dalla MCA Records) nel 1972.
Nel 2011 l'etichetta australiana Raven Records (RVCD-320) ripubblicò l'album su CD con l'aggiunta di cinque brani bonus.

## Tracce
Lato A
1. Hill Country Rain – 4:26 (Jerry Jeff Walker)
2. Charlie Dunn – 3:24 (Jerry Jeff Walker)
3. That Old Time Feeling – 4:47 (Guy Clark)
4. Her Good Lovin' Grace – 3:08 (Jerry Jeff Walker)
5. Hairy Ass Hillbillies – 3:28 (Jerry Jeff Walker)
6. David and Me – 5:00 (Jerry Jeff Walker)

Durata totale: 24:13
Lato B
1. L.A. Freeway – 4:45 (Guy Clark)
2. Curly and Lil – 4:23 (Jerry Jeff Walker)
3. That Old Beat Up Guitar – 5:48 (Jerry Jeff Walker)
4. When I Had You – 5:00 (Jerry Jeff Walker)
5. Moon Child – 3:12 (Jerry Jeff Walker)
6. The Continuing Saga of the Classic Bummer or Is This My Free One-Way Bus Ticket to Cleveland? – 4:56 (Jerry Jeff Walker)

Durata totale: 28:04
Edizione CD del 2011, pubblicato dalla Raven Records (RVCD-320)
1. Hill Country Rain – 4:26 (Jerry Jeff Walker)
2. Charlie Dunn – 3:24 (Jerry Jeff Walker)
3. That Old Time Feeling – 4:47 (Guy Clark)
4. Her Good Lovin' Grace – 3:08 (Jerry Jeff Walker)
5. Hairy Ass Hillbillies – 3:28 (Jerry Jeff Walker)
6. David and Me – 5:00 (Jerry Jeff Walker)
7. L.A. Freeway – 4:45 (Guy Clark)
8. Curly and Lil – 4:23 (Jerry Jeff Walker)
9. That Old Beat Up Guitar – 5:48 (Jerry Jeff Walker)
10. When I Had You – 5:00 (Jerry Jeff Walker)
11. Moon Child – 3:12 (Jerry Jeff Walker)
12. The Continuing Saga of the Classic Bummer or Is This My Free One-Way Bus Ticket to Cleveland? – 4:56 (Jerry Jeff Walker)
13. Don't Make You Wanna Dance? – 4:16 (Rusty Weir) – Bonus Track, dall'album A Man Must Carry On (1977, MCA Records)
14. Roll on Down the Road – 4:29 (Robert Livingston, Gary P. Nunn) – Bonus Track, dall'album A Man Must Carry On (1977, MCA Records)
15. Song for the Life – 3:40 (Rodney Crowell) – Bonus Track, dall'album A Man Must Carry On (1977, MCA Records)
16. Leavin' Texas – 4:44 (Dave Roberts, Jerry Jeff Walker) – Bonus Track, dall'album A Man Must Carry On (1977, MCA Records)
17. Mr. Bojangles – 6:12 (Jerry Jeff Walker) – Bonus Track, dall'album A Man Must Carry On (1977, MCA Records)

Durata totale: 75:38

## Musicisti
- Jerry Jeff Walker - voce, chitarra
- Patterson Barrett - chitarra pedal steel
- Patterson Barrett - dobro
- Patterson Barrett - chitarra elettrica
- David Bromberg - chitarra acustica
- David Bromberg - violino
- Ben Caruso - basso
- David Cook - chitarra pedal steel
- Jeff Dufine - pianoforte
- Mary Egan - violino
- Craig Hillis - chitarra elettrica
- Craig Hillis - chitarra acustica solista
- Ellen Kearney - accompagnamento vocale, cori
- Bob Livingston - organo
- Bob Livingston - basso
- Bob Livingston - accompagnamento vocale, cori
- Raun MacKinnon - pianoforte
- Michael McGarry - batteria
- Michael Murphey - chitarra acustica
- Michael Murphy - accompagnamento vocale, cori
- Andy Newmark - batteria
- Gary Nunn - pianoforte
- Gary Nunn - organo
- Gary Nunn - accompagnamento vocale, cori
- Larry Packer - violino
- Larry Packer - chitarra
- Mickey Raipheld - armonica
- Jim Richmond - batteria
- Jonathan Simons - armonica
- Jonathan Simons - mandolino
- Herb Steiner - chitarra pedal steel
- Joanne Vent - accompagnamento vocale, cori

Note aggiuntive:
- Michael Brovsky - produttore e coordinamento
- Registrazioni effettuate al Rapp Cleaner's di Austin, Texas ed al Soundtek di New York (circa settembre 1972)
- Steve e Jay - ingegneri della registrazione (di Austin)
- Tom Cacetta - ingegnere della registrazione (di New York)
- Remixaggio effettuato al Electric Lady Studios di New York
- Steve Katz - ingegnere del remixaggio
- David Edward Byrd e Jon Shaheen - concept e design dell'album[2]

- Jerry Jeff Walker - voce, chitarra (in tutti i brani)
- Patterson Barrett - chitarra pedal steel (#7 e #10)
- Patterson Barrett - dobro (#5, #9 e #11)
- Patterson Barrett - chitarra elettrica (#8)
- David Bromberg - chitarra acustica (#5 e #6)
- David Bromberg - violino (#11)
- Ben Caruso - basso (#8, #10 e #11)
- David Cook - chitarra pedal steel (#2 e #11)
- Jeff Dufine - pianoforte (#5, #8, #10 e #11)
- Mary Egan - violino (#1, #2, #4 e #12)
- Craig Hillis - chitarra elettrica (#1 e #7)
- Craig Hillis - chitarra acustica solista (#2 e #3)
- Craig Hillis - chitarra slide (#4)
- Craig Hillis - chitarra elettrica solista (#11)
- Ellen Kearney - accompagnamento vocale, cori (#5 e #8)
- Bob Livingston - basso (#1, #2, #3, #4, #7 e #9)
- Bob Livingston - accompagnamento vocale, cori (#1, #2, #3, #4, #5, #7 e #9)
- Bob Livingston - chitarra elettrica (#11)
- Raun MacKinnon - pianoforte (#7)
- Michael McGarry - batteria (#1, #2 e #11)
- Michael McGarry - conga (#4)
- Michael Murphey - chitarra acustica (#9)
- Michael Murphy - accompagnamento vocale, cori (#9)
- Andy Newmark - batteria (#7)
- Gary Nunn - pianoforte (#1 e #4)
- Gary Nunn - organo (#3 e #7)
- Gary Nunn - accompagnamento vocale, cori (#1, #2, #3, #7 e #9)
- Gary Nunn - basso (#11)
- Larry Packer - violino (#8, #9 e #10)
- Larry Packer - chitarra (#11)
- Mickey Raipheld - armonica (#3)
- Jim Richmond - batteria (#5 e #8)
- Jim Richmond - percussioni (#10)
- Jonathan Simons - armonica (#5, #7, #8, #10 e #11)
- Jonathan Simons - mandolino (#9)
- Herb Steiner - chitarra pedal steel (#1)
- Joanne Vent - accompagnamento vocale, cori (#5, #7 e #8)
- Roger Smith - pianoforte (#11)[3]

## Classifica
Singoli
| Anno | Titolo del brano | Classifica        | Posizione raggiunta |
| ---- | ---------------- | ----------------- | ------------------- |
| 1973 | L.A. Freeway     | Billboard Hot 100 | 98                  |